# Elisabeth Burda Furtwängler

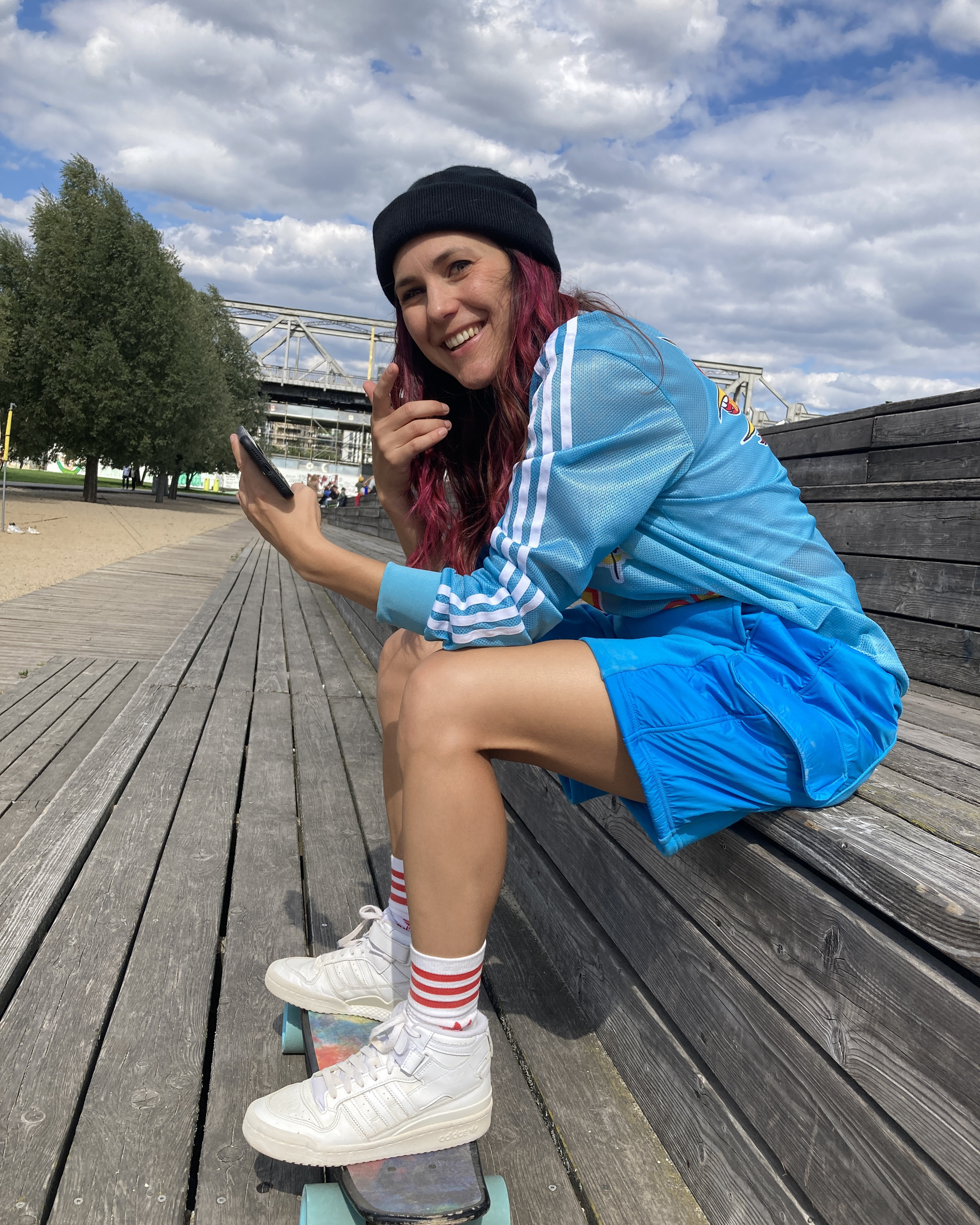
Elisabeth Furtwängler (2022)

Elisabeth Furtwängler (* 1992 in München als Elisabeth Furtwängler-Burda) ist eine deutsche Gesellschafterin des Burda-Konzerns und Musikerin im Genre Hip-Hop unter dem Künstlernamen Kerfor (Eigenschreibweise: KERFOR).

## Leben
Elisabeth Furtwängler wurde 1992 in München als Tochter der Schauspielerin Maria Furtwängler und des Verlegers Hubert Burda geboren. Sie ist väterlicherseits die Enkelin von Aenne und Franz Burda und mütterlicherseits die Urgroßnichte des Dirigenten Wilhelm Furtwängler.
Nach dem Abitur reiste sie durch Kambodscha mit Station auf den Philippinen. 2010 machte sie erste redaktionelle Erfahrungen bei der Burda-Illustrierten Bunte und hospitierte dem damaligen Chefreporter Paul Sahner bei einem Interview mit Johannes Heesters. Zunächst studierte sie Kunstgeschichte in Cambridge und später Songwriting und Produktion in Los Angeles.
Zusammen mit ihrem Bruder Jacob Burda (* 1990) sitzt sie im Verwaltungsrat des Burda-Konzerns (Stand 2022). Ihr gehören 37,43 Prozent der Gesellschaftsanteile. Gemeinsam mit ihrem Bruder Jacob übernahm sie zum 1. Februar 2025 die unternehmerische und verlegerische Verantwortung für Hubert Burda Media. Sie lebt in Berlin.

## Soziales Engagement
Zusammen mit ihrer Mutter Maria Furtwängler gründete sie 2016 die MaLisa Stiftung, deren Ziel eine freie Gesellschaft mit Gleichberechtigung ist. In diesem Rahmen wurde von beiden bereits 2011 MaLisa Home gegründet, ein Zufluchtsort für Mädchen, die auf den Philippinen Opfer von Menschenhandel und Zwangsprostitution wurden. MaLisa erstellt und veröffentlicht regelmäßig Studien zu den Themen Diversität und Gendergerechtigkeit in der Musik- und Filmindustrie. Außerdem setzt sie sich für Chancengleichheit in der Musikbranche ein. Auch die MaLisa-Stiftung beschäftigt sich mit der Gleichberechtigung der Geschlechter in der Musikbranche.
Burda Furtwängler ist Unterzeichnerin der Kampagne Proud to Pay More, mit der sich Superreiche unter anderem beim Weltwirtschaftsforum 2024 für die Besteuerung extrem hoher Vermögen einsetzen.

## Musik
Furtwängler schrieb bereits als Kind eigene Lieder und spielte Gitarre, Schlagzeug sowie Bass. Im Alter von sechs Jahren begann sie mit dem Klavierspielen. Im Jahr 2016 veröffentlichte sie unter dem Namen Lisa Fou das Musikvideo Love or Madness, firmierte dann später musikalisch unter dem Künstlernamen Kerfor – abgeleitet von „Things that I care for“ (Dinge, die mir wichtig sind). Ihre Musik ist zu verorten zwischen Pop und Rap. Ihre erste Single Never Ready, Go! erschien 2021 zunächst als Kurzversion. In voller Länge wurde der Song 2022 mit einem von ihr produzierten Musikvideo veröffentlicht.

## Diskografie

### Alben
- Ferociolicious Part I (Perplexd Records; 2021, Streaming)[25]

### Singles
- Never Ready, Go! (Perplexd Records; 2022, Streaming)[25]
- Sag schon (Perplexd Records; September 2022, Streaming)[26]
- I'm A Lot (Perplexd Records; Januar 2023, Streaming)[27]
- Lonely (Perplexd Records; Mai 2023, Streaming)[28]